# Loucos por Futebol
Loucos por Futebol foi um programa de televisão brasileiro apresentado semanalmente na ESPN Brasil. Era apresentado por Marcelo Duarte e tinha como integrantes fixos os jornalistas Paulo Vinícius Coelho e Celso Unzelte.

## Sinopse
Estreado em 2002, quando a emissora não transmitiu a Copa do Mundo daquele ano, tinha o nome provisório de Loucos Por Copa, com curiosidades sobre o Mundial. Por conta dos bons resultados, mais tarde, o programa ficou na grade e ganhou um novo nome: Loucos Por Futebol. O programa tratava sobre curiosidades e histórias do futebol, mostrando com um novo olhar o esporte mais popular do planeta.

## Game Show
De 2010 a 2013, foi realizado o LPF Game Show. Feito pelo elenco do programa e jornalistas dos canais ESPN, a disputa acontecia sempre no fim do ano e tinha como objetivo descobrir qual equipe sabia mais de Futebol. Eram feitos desafios de conhecimentos, perguntas baseadas em reportagens e matérias, além de brincadeiras com jogadores e times. Em 2014, o Game será feito pelo Bate-Bola.

## Outras Versões
Em 2007, foi exibido o Loucos por PAN, feito durante os Jogos Pan-Americanos de 2007, no Rio de Janeiro, com histórias e números de edições anteriores do evento. Em 2004, 2008 e 2012, a emissora realizou o Loucos por Olimpíada, com curiosidades sobre os Jogos Olímpicos. Além disso, foram feitas outras três versões do LPC: 2006, 2010 e 2014.

## Extinção
Foi retirado da grade do canal em meados de 2014.